# Budapest IX. kerületének műemléki listája
Budapest IX. kerületében a központi védettségű műemlékeket a 2001. évi LXIV. törvény, a helyi védettséget élvező épületeket pedig a 37/2013. (V.10.) fővárosi és 8/1996. (III.4.) kerületi rendeletek sorolják fel.
| Kép | Megnevezés (védettség jellege, törzsszám)                                                                                          | Cím (helyrajzi szám) | Megjegyzések |
| --- | --- | --- | --- |
|     | Assisi Szent Ferenc-plébániatemplom műemlék (15664)                                                                                | Bakáts tér 36910 | Romantikus stílusú templom, Ybl Miklós tervezte, 1867-79 között épült                                                              |
|     | Kálvin téri református templom műemlék (15665)                                                                                     | Kálvin tér 7. 37015 | Klasszicista épület, 1816-1830 között épült Hofrichter József tervei szerint                                                       |
|     | Lakóház műemlék (15666) | Kálvin tér 8. 37014 | Romantikus stílusú lakóház, Kasselik Fidél tervei szerint készült 1816-ban. A Török Pál utcai szárny Bergh Károly munkája 1870-ből |
|     | Lakóház, volt Két Oroszlán fogadó műemlék (15667)                                                                                  | Kálvin tér 9., Ráday u. 1-3., Török Pál u. 6 37013 | Klasszicista stílusú épület, készült 1816-18-ban Zitterbach Mátyás tervei alapján. Hátsó szárnya 1840-ből való.                    |
|     | Budapesti Corvinus Egyetem műemlék (15668)                                                                                         | Fővám tér 7-9. 37058 | Neoreneszánsz stílusú épület, készült 1871-74-ben Ybl Miklós tervei szerint                                                        |
|     | Lakóház, József Attila szülőháza műemlék (15669)                                                                                   | Gát u. 3. 37730 | Eklektikus stílusú lakóépület |
|     | Lakóház műemlék (15670) | Gönczy Pál. u. 1-3., Lónyay u. 7. 37033 | Eklektikus stílusú lakóépület Frey Lajos és Kauser Lipót tervei szerint (1870)                                                     |
|     | Lakóház műemlék (15671) | Ráday u. 11-13., Erkel u. 14. 37008 | Klasszicista stílusú lakóépület Hild József (1847) és Weiser Ferenc (1861) tervei alapján.                                         |
|     | Lakóház műemlék (15672) | Ráday u. 18., Erkel u. 15. 36825 | Neoreneszánsz lakóépület, 1875-ben épült Ybl Miklós tervei alapján.                                                                |
|     | Volt lakóház műemlék (15673) | Ráday u. 36., Knézich u. 3-13. 36917 | Klasszicista lakóépület, 1859-ben épült Zofahl Lőrinc tervei alapján.                                                              |
|     | Lakóház műemlék (15674) | Lónyay u. 60., Ráday u. 61. 36934 | Kora eklektikus lakóépület, 1871-ben épült Schusbek Pál tervei alapján.                                                            |
|     | Központi Vásárcsarnok műemlék (15675)                                                                                              | Vámház krt. 1-3. 37056 | Az eklektikus stílusú épület, 1889-96 között épült Pecz Samu tervei szerint                                                        |
|     | Lakóház műemlék (15676) | Üllői út. 7. 36812 | Klasszicista lakóépület, 1839-ben épült Kasselik Ferenc tervei alapján.                                                            |
|     | Lakóház műemlék (15677) | Üllői út. 17 (-19)., Erkel u. 19. 36835 | Neoklasszicista lakóépület, 1840-ben épült Pollack Mihály tervei alapján. A 2. emeletet Ybl Miklós tervezte 1870-ben.              |
|     | Lakóház műemlék (15678) | Üllői út. 23. 36837 | Késő klasszicista lakóépület, 1842-ben épült Diescher József tervei alapján.                                                       |
|     | Iparművészeti Múzeum műemlék (15679)                                                                                               | Üllői út. 33-37. 36862 | Szecessziós épület, 1893-96 között épült Lechner Ödön és Pártos Gyula tervei szerint                                               |
|     | Volt laktanya műemlék (15680) | Üllői út. 45-51., Ferenc krt. 45, Liliom u. 62. 37104 | Késő klasszicista épület, 1845-46-ban épült Hild József és Kasselik Ferenc tervei alapján.                                         |
|     | Duna alatti kábelalagút műemlék (15917)                                                                                            | lejárat a Laczkovicz u. végén 38086/4 | ipartörténeti emlék |
|     | Városi palota műemlék (16034) | Lónyay u. 29. 37082/2 | 1875-ben épült Bergh Károly tervei alapján                                                                                         |
|     | volt Hungária-malom műemlék (16077)                                                                                                | Soroksári út 48-52., Vágóhíd u.8., Tóth Kálmán u. 9-13. 38000/1, 38000/3 | 1892-1900 között épült ipartörténelmi érték                                                                                        |
|     | Nagyvásártelep műemlék (16089) | Hídépítő u. és Helyi kikötő u. 38086/49, 38049/50 | 1930-1932 között épült Münnich Aladár tervei szerint                                                                               |
|     | Lakóház műemlék | Lónyay u. 26. 36973 | 1838-as klasszicista lakóépület |
|     | Lakóház műemlék | Boráros tér 3. 36932 | 1905-ben Vágó József és Vágó László tervei alapján épült szecessziós lakóépület                                                    |
|     | Ingatlan műemlék | Mester u. 29. 37861 | volt Brauch hentesüzlet és húsüzem                                                                                                 |
|     | Lakóház műemlék | Vámház krt. 15. 37020 | Dlauchy-ház, épült Ybl Miklós terei alapján 1863-64-ben                                                                            |
|     | Dunai rakpartok műemlék | IX. kerületi rakpart a Szabadság-hídtól a Rákóczi-hídig 37060,37061/6, /7, /8, 37017/4, /7, /10 | |
|     | Lechner-ház fővárosi | Berzenczey u. 11. 37636 | Épült 1895-ben Lechner Ödön tervei alapján                                                                                         |
|     | Lakóház fővárosi | Bokréta u. 28., Tűzoltó utca 25/B 37457 | |
|     | Volt Concordia-malom fővárosi | Dandár u. 2-14., Soroksári út 22-24., Vaskapu u. 11-15. 37923 | 1866-ban épült. Jelenleg a Malomipari Múzeum működik benne.                                                                        |
|     | Brüll-ház fővárosi | Ernő u. 36., Üllői út 115/B 37261 | Épült Kiss Géza tervei szerint 1908-1909 között.                                                                                   |
|     | Baetz-féle nyilvános illemhely fővárosi                                                                                            | Ferenc tér 37450 | |
|     | MÁV lakótelep fővárosi | Gyáli út 15/A, B-C, D-E 38241/36, 38241/37, 38241/38 | |
|     | Gróf Haller utcai tisztviselőház fővárosi                                                                                          | Haller u. 88., Üllői út 121., Mihálkovics u. 23. 37278 | Épült Pecz Samu tervei szerint 1911-ben.                                                                                           |
|     | Jaschik Álmos Művészeti Szakközépiskola fővárosi                                                                                   | Illatos út 2-4., Soroksári út 136. 38191/2 | Épült 1909-1910 között, Fleischl Róbert tervei alapján                                                                             |
|     | Volt Likőripari Vállalat fővárosi                                                                                                  | Ipar utca 15-21. 37871 | |
|     | Irodaház fővárosi | Kálvin tér 10., Ráday u. 2., Üllői út 1. 36809 | |
|     | Volt Központi Zálogház fővárosi | Kinizsi u. 12., Lónyay u. 30-32. 36809 | Épült Révész Sámuel és Kollár József tervei alapján, 1901-1903 között.                                                             |
|     | Volt Hangya Szövetkezeti székház fővárosi                                                                                          | Közraktár u. 30-32. 37101/1 | Épült 1921-ben Györgyi Dénes tervei alapján                                                                                        |
|     | BGSZC Szent István Közgazdasági Szakgimnáziuma és Kollégiuma fővárosi                                                              | Lenhossék u. 2., Mester utca 56-58., Thaly Kálmán u. 1. 37101/1 | |
|     | Képző- és Iparművészeti Szakközépiskola és Kollégium (egykori Iparrajz Iskola) fővárosi                                            | Lónyay u. 2., Török Pál u. 1. 37101/1 | Épült Kauser József tervei szerint 1893-ban.                                                                                       |
|     | Volt Közvágóhíd fővárosi | Soroksári út 58., Máriássy u. 2-6. 38021/12 | Épült Julius Hennicke tervei alapján 1872-ben. 2019-ben elbontották.                                                               |
|     | Volt Borjúvásárcsarnok fővárosi | Máriássy u. 5-7. 38025/8 | Épült 1928-ban. |
|     | Székesfővárosi kislakásos bérház fővárosi                                                                                          | Üllői út 119., Mihálkovics u. 20. 37264 | Épült Hübner Jenő tervei szerint 1911-ben.                                                                                         |
|     | Mellinger-ház fővárosi | Ráday u. 14. 36822 | Épült Dénes Dezső és Mellinger Artúr tervei alapján 1911-ben.                                                                      |
|     | Kollégium és lakóépület fővárosi                                                                                                   | Ráday u. 43-45. 36950 | Épült Szőts Imre és Siegel Albin tervei szerint 1910-ben.                                                                          |
|     | Vasútállomás fővárosi | Soroksári út 38086/30 | |
|     | egykori Fegyvergyár üzemi csarnoképülete fővárosi                                                                                  | Soroksári út 158. 38211/7 | |
|     | egykori gyári igazgatósági villa fővárosi                                                                                          | Soroksári út 164. 38215/4 | Épült Quittner Ervin tervei alapján 1923-ban.                                                                                      |
|     | Volt Gizella-malom fővárosi | Tinódi u. 1., Vaskapu u. 3. 37912/2 | Épült 1880-ban. |
|     | Lakóház fővárosi | Üllői út 59. 37126 | Épült Révész Sámuel és Kollár József tervei szerint 1909 körül                                                                     |
|     | Bakáts tér fővárosi | 36947, 36940, 36904, 36905, 36906, 36907, 36908, 36909, 36888, 36873, 36912, 36911/2, 36928 | Épületegyüttes |
|     | Ferenc körút páratlan oldala a Boráros tértől az Üllői útig, páros oldala a Ferenc körút 6-tól az Üllői útig fővárosi              | 37907, 37906, 37905, 37904/2, 37903, 37556, 37555, 37554, 37553, 37552, 37550, 37538, 37537, 37536, 37535, 37534, 37533, 37532, 37106, 37105, 36898, 36897, 36896, 36895, 36894, 36893, 36892, 36891, 36890, 36887, 36886, 36885, 36884, 36883, 36882, 36881, 36880, 36879, 36878, 36877, 36864/2 | Épületegyüttes |
|     | Vámház körút páratlan oldala a Vámház körút 5-től a Vámház körút 11-ig fővárosi                                                    | 37025, 37024, 37023, 37022 | Épületegyüttes |
|     | Eklektikus lakóház kerületi | Angyal u. 17. 37571/1 | védett homlokzat |
|     | Eklektikus lakóház kerületi | Angyal u. 18. 37563 | védett homlokzat |
|     | Kora eklektikus romantizáló lakóház kerületi                                                                                       | Angyal u. 23. 37568 | védett homlokzat |
|     | Késő eklektikus lakóház kerületi                                                                                                   | Angyal u. 29. 37521 | védett homlokzat |
|     | Késő eklektikus lakóház kerületi                                                                                                   | Angyal u. 30. 37543 | védett homlokzat |
|     | Szecessziós jellegű lakóház kerületi                                                                                               | Angyal u. 32. 37542 | védett homlokzat |
|     | Historizáló lakóház kerületi | Angyal u. 38. 37539 | védett homlokzat |
|     | lakóház, késő eklektikus téglaarchitektúrás saroképület kerületi                                                                   | Bakáts tér 1. 36947 | védett épület |
|     | szecessziós, volt Erdey Szanatórium, később Schöpf-Merei Ágost Kórház kerületi                                                     | Bakáts tér 10. 36873 | védett épület |
|     | kora eklektikus iskolaépület kerületi                                                                                              | Bakáts tér 12., Knézich u. 17. 36912 | védett épület |
|     | római katolikus főplébánia eklektikus épülete kerületi                                                                             | Bakáts tér 13. 36911/2 | védett épület |
|     | polgármesteri hivatal eklektikus, neoreneszánsz kerületi                                                                           | Bakáts tér 14., Ráday u. 48. 36928 | védett épület |
|     | szecessziós lakóház kerületi | Bakáts tér 3., Ráday u. 50. 36904 | védett homlokzat |
|     | eklektikus lakóház kerületi | Bakáts tér 4. 36905 | védett homlokzat |
|     | szecessziós lakóház kerületi | Bakáts tér 5. 36906 | védett homlokzat |
|     | eklektikus lakóház kerületi | Bakáts tér 7. 36908 | védett homlokzat |
|     | eklektikus lakóház kerületi | Bakáts tér 8. 36909 | védett homlokzat |
|     | szecessziós lakóház kerületi | Bakáts tér 9. 36888 | védett homlokzat |
|     | szecessziós lakóház kerületi | Bakáts u. 1-3., Közraktár u. 24-26., Lónyay u. 39-41. 37097 | védett homlokzat |
|     | szecessziós lakóház kerületi | Bakáts u. 5., Lónyay u. 48. 36945 | védett homlokzat |
|     | szecessziós lakóház kerületi | Bakáts u. 6. 36953 | védett homlokzat |
|     | szecessziós lakóház kerületi | Bakáts u. 7., Bakáts tér 2. 36940 | védett homlokzat |
|     | eklektikus lakóház kerületi | Balázs Béla u. 13. 37707 | védett homlokzat |
|     | eklektikus lakóház kerületi | Balázs Béla u. 14., (Thaly K. u. 21) 37401 | védett homlokzat |
|     | eklektikus lakóház kerületi | Balázs Béla u. 25., Lenhossék u. 17. 37762 | védett homlokzat |
|     | eklektikus lakóház kerületi | Balázs Béla u. 27B 37764 | védett homlokzat |
|     | szecessziós lakóház kerületi | Balázs Béla u. 30., Márton u. 17. 37372 | védett homlokzat |
|     | késő eklektikus lakóház kerületi                                                                                                   | Balázs Béla u. 32A. 37371 | védett homlokzat |
|     | eklektikus lakóház kerületi | Balázs Béla u. 32B., Sobieski J. u. 14. 37370 | védett homlokzat |
|     | volt sodronygyár, ma irodaház kerületi                                                                                             | Balázs Béla u. 33-37., Márton u. 15., Sobieski J. u. 8-12. 37778 | védett épület |
|     | eklektikus lakóház kerületi | Balázs Béla u. 5., Viola u. 28. 37673 | védett homlokzat |
|     | eklektikus lakóház kerületi | Berzenczey u. 13. 37637 | védett homlokzat |
|     | eklektikus lakóház kerületi | Berzenczey u. 22. 37475 | védett homlokzat |
|     | későklasszicista lakóház kerületi                                                                                                  | Berzenczey u. 26., Tűzoltó u. 28. 37133 | védett épület |
|     | késő szecessziós lakóház kerületi                                                                                                  | Berzenczey u. 3. 37633 | védett homlokzat |
|     | kora eklektikus lakóház kerületi                                                                                                   | Berzenczey u. 30. 37135 | védett homlokzat |
|     | kora eklektikus lakóház kerületi                                                                                                   | Berzenczey u. 32. 37128/2 | védett homlokzat |
|     | késő eklektikus lakóház kerületi                                                                                                   | Berzenczey u. 5-7. 37634 | védett homlokzat |
|     | eklektikus lakóház kerületi | Berzenczey u. 8. 37627 | védett homlokzat |
|     | szecessziós lakóház kerületi | Bokréta u. 10. 37642 | védett homlokzat |
|     | kora eklektikus lakóház kerületi                                                                                                   | Bokréta u. 12. 37641 | védett homlokzat |
|     | eklektikus lakóház kerületi | Bokréta u. 15. 37655 | védett épület |
|     | késő eklektikus lakóház kerületi                                                                                                   | Bokréta u. 23. 37439 | védett homlokzat |
|     | késő eklektikus lakóház kerületi                                                                                                   | Bokréta u. 27., Tűzoltó u. 27/a 37437 | védett homlokzat |
|     | eklektikus lakóház kerületi | Bokréta u. 30., Tűzoltó u. 32/b 37149 | védett homlokzat |
|     | lakóház, eklektikus egységes térfal kerületi                                                                                       | Boráros tér 2, Lónyay u. 51. 37100/4 | homlokzatvédelem |
|     | szecessziós lakóház kerületi | Czuczor u. 5. 37075 | védett homlokzat |
|     | eklektikus lakóház kerületi | Csarnok tér 3-4., Erkel u. 1. 37044 | védett homlokzat |
|     | eklektikus lakóház, eklektikus egységes térfal kerületi                                                                            | Csarnok tér 5., Gönczy Pál. u. 1. 37037 | védett homlokzat |
|     | Dandár Gyógyfürdő, modern, art deco kerületi                                                                                       | Dandár u. 3-7. 37926/1 | védett épület |
|     | eklektikus lakóház kerületi | Erkel u. 13A 36994 | védett épület |
|     | klasszicista lakóház kerületi | Erkel u. 20, Üllői út 15. 36815 | védett épület |
|     | eklektikus lakóház kerületi | Erkel u. 3. 37043 | védett homlokzat |
|     | szecessziós lakóház kerületi | Ernő u. 15. 37268 | védett homlokzat |
|     | eklektikus lakóház kerületi | Ernő u. 17. 37267 | védett homlokzat |
|     | késő eklektikus lakóház kerületi                                                                                                   | Ernő u. 19. 37266 | védett homlokzat |
|     | késő eklektikus lakóház kerületi                                                                                                   | Ernő u. 24. 37254 | védett homlokzat |
|     | eklektikus lakóház kerületi | Ernő u. 28. 37256 | védett homlokzat |
|     | kora eklektikus lakóház kerületi                                                                                                   | Ernő u. 7. 37274 | védett homlokzat |
|     | eklektikus lakóház szecessziós elemekkel kerületi                                                                                  | Ferenc tér 11. 37443 | védett homlokzat |
|     | szecessziós lakóház kerületi | Ferenc tér 4., Berzenczey u. 15. 37638 | védett épület |
|     | eklektikus lakóház kerületi | Ferenc tér 9. 37445 | védett homlokzat |
|     | neoreneszánsz, téglaborítású egyetemi épület (volt Sóház) kerületi                                                                 | Fővám tér 13-15. 37059 | védett épület |
|     | modern lakóházakból álló utcakép kerületi                                                                                          | Gabona u. 2-10. 37910/9-12, 37910/16-19 | védett homlokzat |
|     | eklektikus lakóház kerületi | Gát u. 22. 37753 | védett homlokzat |
|     | historizáló lakóház kerületi | Gát u. 36., Sobieski J. u. 1. 37785 | védett homlokzat |
|     | eklektikus lakóház kerületi | Gát u. 10. 37718 | védett homlokzat |
|     | eklektikus lakóház kerületi | Gát u. 14. 37720 | védett homlokzat |
|     | eklektikus lakóház kerületi | Gát u. 19. 37747 | védett homlokzat |
|     | eklektikus lakóház kerületi | Gát u. 20. 37752 | védett homlokzat |
|     | kora eklektikus lakóház, reneszánsz elemekkel kerületi                                                                             | Gát u. 23. 37745 | védett homlokzat |
|     | eklektikus lakóház kerületi | Gát u. 24-26. 37754 | védett homlokzat |
|     | eklektikus lakóház kerületi | Gát u. 25., Márton u. 6. 37744 | védett homlokzat |
|     | Kaniziusz Szent Péter-templom (Budapest) templom és rendház, neoromán, téglahomlokzatú kerületi                                    | Gát u. 2-6. 37716/2 | védett épület |
|     | szecessziós lakóház kerületi | Gát u. 31. 37797 | védett homlokzat |
|     | eklektikus lakóház, a szomszédos József Attila-szülőház környezetének szerves része kerületi                                       | Gát u. 5. 37729 | védett épület |
|     | eklektikus lakóház kerületi | Gát u. 7. 37728 | védett homlokzat |
|     | eklektikus lakóház kerületi | Gát u. 8. 37717 | védett homlokzat |
|     | lakóház, egységes eklektikus térfal kerületi                                                                                       | Gönczy Pál u. 2., 4., 6. 37029, 37030, 37031 | homlokzatvédelem |
|     | volt Budapesti Sertésközvágóhíd, vasbeton csarnok és eklektikus víztorony kerületi                                                 | Gubacsi út 6A-B. 38113/15 | védett épület |
|     | Szent László Kórház kerületi | Albert Flórián út 5-7. 38283/5 | védett épületegyüttes |
|     | Páli Szent Vince-plébániatemplom kerületi                                                                                          | Haller park. 38262/11 | védett épület |
|     | késő eklektikus lakóházakból álló utcakép kerületi                                                                                 | Haller u. 22, 24, 26, 28, 30. 37817-37821 | védett homlokzat |
|     | szecessziós lakóház kerületi | Haller u. 48. 37806 | védett homlokzat |
|     | szecessziós lakóház kerületi | Haller u. 50. 37805 | védett homlokzat |
|     | szecessziós lakóház kerületi | Haller u. 52., Gát u. 33. 37796 | védett homlokzat |
|     | eklektikus lakóház kerületi | Haller u. 54., Telepy u. 2a 37786 | védett homlokzat |
|     | Semmelweis Egyetem Gyógyszerészeti Intézet kerületi                                                                                | Hőgyes Endre u. 5-9. 36868 | védett épület |
|     | eklektikus lakóház kerületi | Hőgyes Endre u. 11. 36867 | védett homlokzat |
|     | eklektikus lakóház kerületi | Hőgyes Endre u. 13. 36866 | védett homlokzat |
|     | eklektikus lakóház kerületi | Hőgyes Endre u. 15. 36865 | védett homlokzat |
|     | eklektikus lakóház kerületi | Hőgyes Endre u. 3. 36870 | védett homlokzat |
|     | eklektikus lakóház kerületi | Hőgyes Endre u. 6. 36860 | védett homlokzat |
|     | eklektikus lakóház kerületi | Hőgyes Endre u. 8. 36861 | védett homlokzat |
|     | későklasszicista volt halászház kerületi                                                                                           | Imre u. 2. 37045 | védett épület |
|     | eklektikus lakóház kerületi | Imre u. 5., Mátyás u. 6. 37051 | védett homlokzat |
|     | szecessziós lakóház kerületi | Kinizsi u. 13. 36963 | védett homlokzat |
|     | szecessziós lakóház kerületi | Kinizsi u. 17., Ráday u. 35. 36966 | védett homlokzat |
|     | eklektikus lakóház kerületi | Kinizsi u. 22. 36844 | védett homlokzat |
|     | volt dohányraktár (ma irodaház) kerületi                                                                                           | Kinizsi u. 30-36. 36840/7 | védett homlokzat |
|     | eklektikus lakóház, ún. Kinizsi-ház kerületi                                                                                       | Kinizsi u. 31. 36852 | védett épület |
|     | eklektikus lakóház kerületi | Kinizsi u. 33. 36853 | védett homlokzat |
|     | eklektikus lakóház kerületi | Kinizsi u. 35. 36854 | védett homlokzat |
|     | eklektikus lakóház kerületi | Kinizsi u. 37. 36855 | védett homlokzat |
|     | eklektikus lakóház kerületi | Knézich u. 2., Kinizsi u. 29. 36851 | védett homlokzat |
|     | volt Elisabetinum, idősek otthona, neobarokk épületegyüttes kerületi                                                               | Knézich u. 14. 36873 | védett épület |
|     | eklektikus lakóház kerületi | Knézich u. 15. 36913 | védett épület |
|     | Patrona Hungariae Általános Iskola, Gimnázium, Kollégium és Alapfokú Művészeti Iskola kerületi                                     | Knézich u. 3-13. 36913 | védett homlokzat |
|     | eklektikus lakóház kerületi | Knézich u. 6. 36857 | védett homlokzat |
|     | romantikus lakóház kerületi | Koppány u. 6. 38031/2 | helyi védelem |
|     | szecessziós lakóház kerületi | Közraktár u. 12a és 12b 37078, 37079 | védett homlokzat |
|     | eklektikus lakóház kerületi | Közraktár u. 2a, Mátyás u. 2. 37053 | védett homlokzat |
|     | modern lakóház kerületi | Közraktár u. 20a, Zsíl u. 1. 37095/23 | védett homlokzat |
|     | modern lakóház kerületi | Közraktár u. 22. 37095/22 | védett homlokzat |
|     | eklektikus lakóház kerületi | Közraktár u. 34., Boráros tér 2. 37101/3 | védett homlokzat |
|     | modern lakóház kerületi | Köztelek u. 4a és 4b 36831/3, 36831/2 | védett homlokzat |
|     | volt OMGE székház, "Köztelek" kerületi                                                                                             | Köztelek u. 8. 36838 | védett homlokzat |
|     | eklektikus lakóház kerületi | Lenhossék u. 10., Gát u. 13. 37725 | védett homlokzat |
|     | eklektikus lakóház kerületi | Lenhossék u. 12. Gát u. 16. 37722 | védett homlokzat |
|     | eklektikus lakóház kerületi | Lenhossék u. 21., Vendel u. 5. 37378 | védett épület |
|     | általános iskola, szecessziós kerületi                                                                                             | Lenhossék u. 24-28. 37395 | védett épület |
|     | eklektikus lakóház kerületi | Lenhossék u. 30., Vendel u. 20b 37366 | védett homlokzat |
|     | eklektikus lakóház kerületi | Lenhossék u. 31., Tűzoltó u. 68. 37205 | védett homlokzat |
|     | Semmelweis Egyetem intézetei, eklektikus, téglaburkolatos kerületi                                                                 | Lenhossék u. 42-44. 37196/2 | védett épületegyüttes |
|     | eklektikus lakóház kerületi | Lenhossék u. 5., Gát u. 15. 37749 | védett homlokzat |
|     | eklektikus lakóház kerületi | Lenhossék u. 7., Gát u. 18. 37750 | védett homlokzat |
|     | eklektikus lakóház kerületi | Lenhossék u. 9. 37751 | védett homlokzat |
|     | modern lakóház, utcakép kerületi                                                                                                   | Liliom u. 1b., Gabona u. 1. 37910/20 | védett homlokzat |
|     | eklektikus lakóház kerületi | Liliom u. 22., Mester u. 20. 37578 | védett homlokzat |
|     | historizáló lakóház kerületi | Liliom u. 28. 37581 | védett homlokzat |
|     | historizáló lakóház kerületi | Liliom u. 30. 37582 | védett homlokzat |
|     | késő eklektikus lakóház kerületi                                                                                                   | Liliom u. 32. 37583 | védett homlokzat |
|     | eklektikus lakóház kerületi | Liliom u. 34-36. 37584/2 | védett homlokzat |
|     | kora eklektikus lakóház kerületi                                                                                                   | Liliom u. 38., Tompa u. 15b. 37587 | védett homlokzat |
|     | késő eklektikus trafófáz, ma intézményépület kerületi                                                                              | Liliom u. 41, Tűzoltó u. 20. 37114 | védett homlokzat |
|     | eklektikus-szecessziós lakóház kerületi                                                                                            | Liliom u. 50. 37511 | védett homlokzat |
|     | eklektikus lakóház kerületi | Liliom u. 54. 37509 | védett homlokzat |
|     | eklektikus lakóház kerületi | Lónyay u. 11., Erkel u. 6. 37035 | védett homlokzat |
|     | eklektikus lakóház kerületi | Lónyay u. 13a és 13b, Erkel u. 5. 37039 | védett homlokzat |
|     | eklektikus lakóház kerületi | Lónyay u. 14., Erkel u. 8. 37000 | védett homlokzat |
|     | szecessziós lakóház kerületi | Lónyay u. 15. 37041 | védett épület |
|     | eklektikus lakóház kerületi | Lónyay u. 16., Erkel u. 7. 36997 | védett homlokzat |
|     | eklektikus lakóház kerületi | Lónyay u. 17., Mátyás u. 10. 37042 | védett épület |
|     | szecessziós lakóház kerületi | Lónyay u. 18. 36998 | védett homlokzat |
|     | eklektikus lakóház kerületi | Lónyay u. 19., Mátyás u. 5b 37070/1 | védett homlokzat |
|     | eklektikus lakóház kerületi | Lónyay u. 20., Mátyás u. 12. 36986 | védett homlokzat |
|     | eklektikus lakóház kerületi | Lónyay u. 22., Mátyás u. 7. 36984 | védett homlokzat |
|     | eklektikus lakóház kerületi | Lónyaí u. 23., Czuczor u. 7-9. 37074 | védett homlokzat |
|     | szecessziós lakóház kerületi | Lónyay u. 25. 37080 | védett homlokzat |
|     | szecessziós lakóház kerületi | Lónyay u. 27. 37081 | védett homlokzat |
|     | eklektikus lakóház kerületi | Lónyay u. 28. 36972 | védett homlokzat |
|     | eklektikus lakóház kerületi | Lónyay u. 42a és 42b 36957, 36956 | védett homlokzat |
|     | eklektikus lakóház kerületi | Lónyay u. 43. 37099 | védett homlokzat |
|     | egységes eklektikus térfal kerületi                                                                                                | Lónyay u. 45., 47., 49. 37101/3, 37100/2, 37100/3 | védett homlokzat |
|     | historizáló téglaarchitektúrás, sarokhangsúlyos lakóház kerületi                                                                   | Lónyay u. 46., Bakáts u. 4. 36954 | védett épület |
|     | historizáló téglaarchitektúrás iskolaépület kerületi                                                                               | Lónyay u. 4-6. 37004 | védett épület |
|     | eklektikus lakóház kerületi | Lónyay u. 50. 36944 | védett homlokzat |
|     | eklektikus lakóház kerületi | Lónyay u. 52. 36943 | védett homlokzat |
|     | szecessziós lakóház kerületi | Lónyay u. 54. 36942 | védett homlokzat |
|     | szecessziós lakóház kerületi | Lónyay u. 58., Ráday u. 59. 36935 | védett homlokzat |
|     | szecessziós lakóház kerületi | Lónyay u. 62., Ráday u. 63. 36933 | védett homlokzat |
|     | historizáló téglaarchitektúrás iskolaépület kerületi                                                                               | Lónyay u. 8. 37003 | védett épület |
|     | eklektikus lakóház kerületi | Lónyay u. 9. 37034 | védett épület |
|     | késő eklektikus lakóház kerületi                                                                                                   | Márton u. 11. 37770 | védett homlokzat |
|     | eklektikus lakóház kerületi | Márton u. 13. 37769 | védett homlokzat |
|     | kora eklektikus lakóház kerületi                                                                                                   | Márton u. 18., Vendel u. 13. 37374 | védett homlokzat |
|     | eklektikus lakóház kerületi | Márton u. 21., Vendel u. 30. 37320 | védett homlokzat |
|     | eklektikus lakóház kerületi | Márton u. 28., Tűzoltó u. 76. 37209 | védett homlokzat |
|     | eklektikus lakóház kerületi | Márton u. 3a 37803 | védett homlokzat |
|     | szecessziós lakóház kerületi | Márton u. 35a 37222 | védett homlokzat |
|     | eklektikus lakóház kerületi | Márton u. 5a 37801 | védett homlokzat |
|     | eklektikus lakóház kerületi | Márton u. 8a és 8b 37755, 37756 | védett homlokzat |
|     | eklektikus lakóház kerületi | Mátyás u. 11. 36982 | védett homlokzat |
|     | eklektikus lakóház kerületi | Mátyás u. 13. 36981 | védett homlokzat |
|     | szecessziós irodaház kerületi | Mátyás u. 14-16. 36987 | védett homlokzat |
|     | eklektikus lakóház kerületi | Mátyás u. 15. 36980 | védett homlokzat |
|     | késő eklektikus épületegyüttes tagja, lakóház kerületi                                                                             | Mátyás u. 18. 36988 | védett épület |
|     | késő eklektikus épületegyüttes tagja, lakóház kerületi                                                                             | Márton u. 20. 36989 | védett épület |
|     | eklektikus lakóház kerületi | Mátyás u. 4. 37052 | védett homlokzat |
|     | szecessziós lakóház kerületi | Mátyás u. 9. 36983 | védett homlokzat |
|     | szecessziós lakóház kerületi | Mester u. 4-6. 37557 | védett homlokzat |
|     | késő eklektikus lakóház kerületi                                                                                                   | Mester u. 1., Ferenc krt. 9-11. 37903 | védett épület |
|     | szecessziós lakóház kerületi | Mester u. 12. 37574 | védett homlokzat |
|     | szecessziós lakóház kerületi | Mester u. 13., Tinódi u. 16. 37880 | védett épület |
|     | eklektikus lakóház kerületi | Mester u. 14-16. 37576 | védett homlokzat |
|     | premodern lakóház kerületi | Mester u. 18. 37577 | védett homlokzat |
|     | eklektikus, általános iskola kerületi                                                                                              | Mester u. 19., Ipar u. 6-8. 37875 | védett épület |
|     | premodern lakóház kerületi | Mester u. 22., Liliom u. 5. 37598 | védett homlokzat |
|     | Teleky Blanka Középiskola, későklasszicista, átalakított kerületi                                                                  | Mester u. 23-25. 37863 | védett épület |
|     | modern lakóház kerületi | Mester u. 24. 37599 | védett homlokzat |
|     | szecessziós lakóház kerületi | Mester u. 34., Berzenczey u. 2. 37630 | védett homlokzat |
|     | eklektikus lakóház kerületi | Mester 46., Viola u. 2. 37661 | védett homlokzat |
|     | Fáy András Középiskola, historizáló kerületi                                                                                       | Mester u. 60-62., Lenhossék u. 1., Márton u. 2. 37742 | védett épület |
|     | szecessziós lakóház kerületi | Mihalkovics u. 12. 37271 | védett homlokzat |
|     | szecessziós lakóház kerületi | Mihalkovics u. 14. 37270 | védett homlokzat |
|     | szecessziós lakóház kerületi | Mihalkovics u. 16. 37269 | védett homlokzat |
|     | eklektikus lakóház kerületi | Mihalkovics u. 18. 37265/2 | védett homlokzat |
|     | Szent István Kórház eklektikus, téglaburkolatos, pavilonos rendszerű kerületi                                                      | Nagyvárad tér 1., Haller u. 29-31. 38288 | védett épületegyüttes |
|     | eklektikus lakóház kerületi | Páva u. 32a és 32b, Tűzoltó u. 24. és 17. 37120, 37487 | védett homlokzat |
|     | eklektikus lakóház kerületi | Páva u. 37., Tűzoltó u. 17. 37487 | védett homlokzat |
|     | Páva utcai zsinagóga, historizáló kerületi                                                                                         | Páva u. 39., Tűzoltó u. 26. 37132 | védett épület |
|     | eklektikus lakóház kerületi | Pipa u. 2b 37026 | védett épület |
|     | eklektikus lakóház kerületi | Pipa u. 4. 37027 | védett homlokzat |
|     | neoreneszánsz lakóház kerületi | Pipa u. 6., Csarnok tér 6. 37028 | védett épület |
|     | eklektikus lakóház kerületi | Ráday u. 15., Erkel u. 13b 36993 | védett épület |
|     | eklektikus, neoreneszánsz lakóház kerületi                                                                                         | Ráday u. 16., Erkel u. 16. 36823 | védett épület |
|     | eklektikus lakóház kerületi | Ráday u. 17. 36992 | védett homlokzat |
|     | eklektikus lakóház kerületi | Ráday u. 19. 36991 | védett homlokzat |
|     | eklektikus lakóház kerületi | Ráday u. 20. 36827 | védett homlokzat |
|     | késő eklektikus épületegyüttes tagja, lakóház kerületi                                                                             | Ráday u. 21., Mátyás u. 22. 36990 | védett épület |
|     | szecessziós lakóház kerületi | Ráday u. 22. 36828 | védett épület |
|     | eklektikus lakóház kerületi | Ráday u. 23., Mátyás u. 17. 36979 | védett homlokzat |
|     | eklektikus lakóház kerületi | Ráday u. 25. 36978 | védett homlokzat |
|     | szecessziós lakóház kerületi | Ráday u. 26., Köztelek u. 2. 36830 | védett épület |
|     | eklektikus lakóház kerületi | Ráday u. 27. 36977 | védett homlokzat |
|     | Református Kollégium eklektikus, átalakított kerületi                                                                              | Ráday u. 28., Köztelek u. 1-3. 36840/1 | védett homlokzat |
|     | eklektikus lakóház kerületi | Ráday u. 29. 36976 | védett homlokzat |
|     | szecessziós lakóház kerületi | Ráday u. 30, Biblia köz 36841 | védett homlokzat |
|     | szecessziós lakóház kerületi | Ráday u. 31. 36975 | védett homlokzat |
|     | szecessziós lakóház kerületi | Ráday u. 32., Kinizsi u. 22. 36842 | védett homlokzat |
|     | szecessziós lakóház kerületi | Ráday u. 34., Kinizsi u. 19. 36923 | védett homlokzat |
|     | szecessziós lakóház kerületi | Ráday u. 37. 36965 | védett homlokzat |
|     | szecessziós lakóház kerületi | Ráday u. 38-40. 36924 | védett homlokzat |
|     | eklektikus lakóház kerületi | Ráday u. 39. 36952 | védett homlokzat |
|     | eklektikus lakóház kerületi | Ráday u. 41. 36951 | védett homlokzat |
|     | eklektikus lakóház kerületi | Ráday u. 47. 36949 | védett homlokzat |
|     | eklektikus lakóház kerületi | Ráday u. 52. 36903 | védett homlokzat |
|     | eklektikus lakóház kerületi | Ráday u. 54. 36902 | védett homlokzat |
|     | eklektikus lakóház kerületi | Ráday u. 56. 36901 | védett homlokzat |
|     | szecessziós lakóház kerületi | Ráday u. 60., Ferenc krt. 6. 36898 | védett homlokzat |
|     | eklektikus lakóház kerületi | Ráday u. 7. 37010 | védett homlokzat |
|     | eklektikus lakóház kerületi | Ráday u. 8. 36819 | védett épület |
|     | szecessziós lakóház kerületi | Ráday u. 9. 37009 | védett homlokzat |
|     | eklektikus lakóház kerületi | Sobieski J. u. 9. 37784 | védett homlokzat |
|     | modern lakóház, utcakép kerületi                                                                                                   | Sobieski J. u. 25a, 25b, 27. 37241/22, 37241/23, 37241/26 | védett homlokzat |
|     | szecessziós lakóház kerületi | Sobieski J. u. 28., Tűzoltó u. 84. 37228 | védett homlokzat |
|     | modern lakóház, utcakép kerületi                                                                                                   | Sobieski J. u. 29., 31., 33., 35., 37., 39., 41. 37241/13-19 | védett homlokzat |
|     | volt szecessziós lakóház kerületi                                                                                                  | Sobieski J. u. 34. 37231 | védett homlokzat |
|     | eklektikus lakóház kerületi | Sobieski J. u. 36. 37232 | védett homlokzat |
|     | késő eklektikus lakóház kerületi                                                                                                   | Sobieski J. u. 38. 37233 | védett homlokzat |
|     | szecessziós lakóház kerületi | Sobieski u. 40. 37234 | védett homlokzat |
|     | szecessziós lakóház kerületi | Sobieski J. u. 42. 37235 | védett homlokzat |
|     | eklektikus lakóház kerületi | Sobieski J. u. 5. 37783 | védett homlokzat |
|     | eklektikus lakóház kerületi | Soroksári út 18., Ipar u. 1. 37921 | védett épület |
|     | Zwack likőrgyár, eklektikus kerületi                                                                                               | Soroksári út 26., Dandár u. 1. 37925 | védett épület |
|     | késő eklektikus hőközpont és torony; konstruktivista vasbeton ipari épület kerületi                                                | Soroksári út 158. 38211/6 | HV-3, HV-6 |
|     | eklektikus lakóház kerületi | Telepy u. 2c 37788 | védett homlokzat |
|     | szecessziós lakóház kerületi | Telepy u. 23. 37249 | védett homlokzat |
|     | késő eklektikus lakóház kerületi                                                                                                   | Telepy u. 25. 37248 | védett homlokzat |
|     | eklektikus és modern lakóház kerületi                                                                                              | Telepy u. 26. (20b) 37241/6 | védett homlokzat |
|     | késő eklektikus lakóház kerületi                                                                                                   | Telepy u. 27. 37247 | védett homlokzat |
|     | modern historizáló lakóház kerületi                                                                                                | Telepy u. 28. (22a) 37241/5 | védett homlokzat |
|     | modern (romantikus) lakóház kerületi                                                                                               | Telepy u. 30. (22b) 37241/4 | védett homlokzat |
|     | modern lakóház kerületi | Telepy u. 32. (22c) 37241/3 | védett homlokzat |
|     | szecessziós lakóház kerületi | Telepy u. 34. (24) 37241/20 | védett homlokzat |
|     | eklektikus lakóház kerületi | Thaly K. u. 11., Gát u. 1. 37731 | védett homlokzat |
|     | eklektikus lakóház kerületi | Thaly K. u. 19., Balázs Béla u. 11. 37706 | védett homlokzat |
|     | szecessziós lakóház kerületi | Thaly K. u. 39. 37187 | védett homlokzat |
|     | eklektikus, szecessziós lakóház kerületi                                                                                           | Thaly K. u. 52., Tűzoltó u. 48. 37178 | védett homlokzat |
|     | posztszecessziós lakóház kerületi                                                                                                  | Thaly K. u. 12. 37695 | védett homlokzat |
|     | óvoda, volt iskola, késő eklektikus kerületi                                                                                       | Thaly K. u. 38. 37407 | védett épület |
|     | szecessziós lakóház kerületi | Thaly K. u. 50., Tűzoltó u. 35. 37413 | védett homlokzat |
|     | késő eklektikus lakóház kerületi                                                                                                   | Thaly K. u. 8. 37693 | védett homlokzat |
|     | historizáló modern lakóház, utcakép kerületi                                                                                       | Tinódy u. 6., 8. (Gabona u. 11., 12.) 37910/15, 37910/14 | védett homlokzat |
|     | későklasszicista lakóház kerületi                                                                                                  | Tompa u. 11., Angyal u. 25. 37567 | védett épület |
|     | szecessziós lakóház kerületi | Tompa u. 12., Angyal u. 22. 37547 | védett homlokzat |
|     | eklektikus-szecessziós lakóház kerületi                                                                                            | Tompa u. 14., Angyal u. 27. 37520 | védett homlokzat |
|     | eklektikus lakóház kerületi | Tompa u. 17a, Liliom u. 23. 37589 | védett homlokzat |
|     | historizáló szecessziós lakóház kerületi                                                                                           | Tompa u. 19., Páva u. 16. 37608 | védett homlokzat |
|     | modern historizáló lakóház kerületi                                                                                                | Tompa u. 8., Angyal u. 8. 37549 | védett homlokzat |
|     | szecessziós lakóház kerületi | Tompa u. 9., Angyal u. 20. 37565 | védett homlokzat |
|     | Képzőművészeti Szakközépiskola, eklektikus kerületi                                                                                | Török Pál u. 1., Ráday u. 2. 37005 | védett épület |
|     | volt lovarda, eklektikus épület kerületi                                                                                           | Tűzoltó u. 10-16. 37110 | védett épület |
|     | szecessziós lakóház kerületi | Tűzoltó u. 15., Páva u. 30b 37489 | védett homlokzat |
|     | eklektikus lakóház kerületi | Tűzoltó u. 19. 37477 | védett homlokzat |
|     | eklektikus lakóház kerületi | Tűzoltó u. 21., Berzenczey u. 24. 37476 | védett homlokzat |
|     | posztszecessziós lakóház kerületi                                                                                                  | Tűzoltó u. 23., Berzenczey u. 31. 37459 | védett homlokzat |
|     | eklektikus lakóház kerületi | Tűzoltó u. 27b 37436 | védett homlokzat |
|     | szecessziós lakóház kerületi | Tűzoltó u. 3. 37531 | védett homlokzat |
|     | kora eklektikus lakóház kerületi                                                                                                   | Tűzoltó u. 32a 37148 | védett homlokzat |
|     | eklektikus lakóház, utcakép kerületi                                                                                               | Tűzoltó u. 33a, 33b, 33c 37416, 37415, 37414 | védett homlokzat |
|     | eklektikus lakóház kerületi | Tűzoltó u. 49. 37347 | védett homlokzat |
|     | modern lakóház kerületi | Tűzoltó u. 5., Angyal u. 40. 37530 | védett homlokzat |
|     | késő eklektikus lakóház kerületi                                                                                                   | Tűzoltó u. 51. 37346 | védett homlokzat |
|     | historizáló lakóház kerületi | Tűzoltó u. 6. 37108 | védett homlokzat |
|     | késő eklektikus lakóház kerületi                                                                                                   | Tűzoltó u. 66., Lenhossék u. 36. 37193 | védett homlokzat |
|     | Semmelweis Egyetem Gyermekklinika, eklektikus, átalakított kerületi                                                                | Tűzoltó u. 7-9., Angyal u. 43., Liliom u. 56. 37508 | védett épület |
|     | általános iskola, eklektikus kerületi                                                                                              | Tűzoltó u. 88-90., Telepy u. 21, Ernő u. 18-22. 37252 | védett épület |
|     | szecessziós lakóház kerületi | Üllői út. 101. 37215 | védett homlokzat |
|     | eklektikus lakóház kerületi | Üllői út. 103., Márton u. 42. 37216 | védett homlokzat |
|     | eklektikus lakóház kerületi | Üllői út 105., Márton u. 39. 37218 | védett homlokzat |
|     | eklektikus lakóház kerületi | Üllői út 107. 37236 | védett homlokzat |
|     | késő eklektikus lakóház kerületi                                                                                                   | Üllői út 109b és 109c 37238, 37239 | védett homlokzat |
|     | eklektikus lakóház kerületi | Üllői út 111., Sobieski J. u. 43. 37241/21 | védett homlokzat |
|     | eklektikus lakóház kerületi | Üllői út 11-13. 36814 | védett homlokzat |
|     | eklektikus lakóház kerületi | Üllői út 113., Telepy u. 31. 37243 | védett homlokzat |
|     | Szent Kereszt-templom (Budapest), neoromán kerületi                                                                                | Üllői út 145. 38236/13 | védett épület |
|     | kora szecessziós lakóház kerületi                                                                                                  | Üllői út 21. 36836 | védett épület |
|     | eklektikus lakóház kerületi | Tűzoltó u. 49. 37347 | védett homlokzat |
|     | eklektikus lakóház kerületi | Üllői út 3. 36810 | védett homlokzat |
|     | eklektikus lakóház kerületi | Üllői ú5 5. 36811 | védett homlokzat |
|     | késő eklektikus lakóház kerületi                                                                                                   | Üllői út 53a, Liliom u. 47. 37117 | védett homlokzat |
|     | eklektikus lakóház kerületi | Üllői út 53b. 37118 | védett homlokzat |
|     | eklektikus lakóház kerületi | Üllői út 57., Páva u. 41. 37125 | védett homlokzat |
|     | késő eklektikus lakóház kerületi                                                                                                   | Üllői út 61. 37127 | védett homlokzat |
|     | eklektikus lakóház kerületi | Üllői út 63., Berzenczey u. 34. 37128/1 | védett homlokzat |
|     | eklektikus lakóház kerületi | Üllői út 69. 37143 | védett homlokzat |
|     | Örökimádás templom (Budapest) templom és rendház, késő eklektikus, neogótikus kerületi                                             | Üllői út 75-77. 37158 | védett épület |
|     | eklektikus lakóház kerületi | Üllői út 83. 37169 | védett homlokzat |
|     | kora eklektikus lakóház kerületi                                                                                                   | Üllői út 85. 37170 | védett homlokzat |
|     | kora eklektikus lakóház kerületi                                                                                                   | Üllői út 87., Thaly K. u. 60-62. 37172 | védett homlokzat |
|     | eklektikus-szecessziós lakóház kerületi                                                                                            | Üllői út 89a, Thaly K. u. 45. 37180 | védett homlokzat |
|     | késő eklektikus lakóház kerületi                                                                                                   | Üllői út 89c 37182 | védett homlokzat |
|     | eklektikus lakóház kerületi | Üllői út 9. 36813 | védett homlokzat |
|     | eklektikus lakóház kerületi | Üllői út 91a és 91b 37183, 37184 | védett homlokzat |
|     | Semmelweis Egyetem Igazságügyi és Biztosítás-orvostani Intézet, Semmelweis Egyetem intézetei, eklektikus, téglaburkolatos kerületi | Üllői út 93., Tűzoltó u. 58-64. 37192 | védett épületegyüttes |
|     | eklektikus lakóház kerületi | Üllői út 95., Lenhossék u. 46. 37197 | védett homlokzat |
|     | késő eklektikus lakóház kerületi                                                                                                   | Üllői út 109a 37237 | védett homlokzat |
|     | bolgár ortodox templom, historizáló korai modern kerületi                                                                          | Vágóhíd u. 15. 38268/2 | védett épület |
|     | eklektikus lakóház kerületi | Vámház krt. 11. 37022 | védett homlokzat |
|     | historizáló volt lakóház, ma irodaház kerületi                                                                                     | Vámház krt. 13. 37021 | védett épület |
|     | kora eklektikus sarokház, lakóház kerületi                                                                                         | Vámház krt. 15., Lónyay u. 1. 37020 | védett épület |
|     | eklektikus lakóház kerületi | Vámház krt. 5., Pipa u. 2a 37025 | védett épület |
|     | eklektikus lakóház kerületi | Vámház krt. 7. 37024 | védett homlokzat |
|     | eklektikus lakóház kerületi | Vámház krt. 9. 37023 | védett homlokzat |
|     | volt Meinl Gyula kávépörköldéje, ma nyomda, téglaburkolatos ipari kerületi                                                         | Vaskapu u. 20., Dandár u. 15. 37847 | védett ipari épület |
|     | Leövey Klára Középiskola, volt Ranolder Intézet, eklektikus kerületi                                                               | Vendel u. 1., Thaly Kálmán u. 23. 37394 | védett épület |
|     | eklektikus lakóház kerületi | Vendel u. 20. 37365 | védett homlokzat |
|     | Közgazdasági Politechnikum, volt gyermekmenhely, eklektikus kerületi                                                               | Vendel u. 3., Balázs Béla u. 20. 37396 | védett épület |
|     | modern lakóház kerületi | Vendel u. 34. 37312/2 | védett homlokzat |
|     | eklektikus lakóház kerületi | Viola u. 17. 37679 | védett homlokzat |
|     | eklektikus lakóház kerületi | Viola u. 21. 37677 | védett homlokzat |
|     | eklektikus lakóház, utcakép kerületi                                                                                               | Viola u. 37a, 37b, 37c 37119, 37118, 37117 | védett homlokzat |
|     | eklektikus lakóház kerületi | Viola u. 42. 37432 | védett homlokzat |
|     | eklektikus lakóház kerületi | Viola u. 44. 37433 | védett homlokzat |
|     | későklasszicista lakóház kerületi                                                                                                  | Viola u. 50. 37160 | védett homlokzat |
|     | későklasszicista lakóház kerületi                                                                                                  | Viola u. 52. 37159/2 | védett homlokzat |
|     | késő eklektikus lakóház kerületi                                                                                                   | Viola u. 7. 37684 | védett épület |
|     | eklektikus lakóház kerületi | Viola u. 8. 37664 | védett homlokzat |
|     | víztorony tégla- és faburkolatú kerületi                                                                                           | Víztorony köz 8., Váltó köz 7., MÁV telep 15/III 38241/18 | védett ipari épület |